# The Sisters Brothers
The Sisters Brothers (v originále Les Frères Sisters) je francouzsko-americký western z roku 2018, který režíroval Jacques Audiard jako adaptaci románu Bratři Sesterové Patricka deWitta z roku 2011. Snímek měl světovou premiéru na filmovém festivalu v Benátkách dne 2. září 2018.

## Děj
V roce 1851 jsou v Oregonu bratři Eli a Charlie Sistersovi dva nájemní vrahové najatí Commodorem, aby získali recept chemika Hermanna Kermita Warma na odhalování zlata v řekách. Pomáhá jim detektiv John Morris, který sleduje Warmovu stopu z Oregonu do Kalifornie, aby jim sdělil jeho pobyt. Po čase stráveném s Warmem si ho Morris oblíbí, což ho přiměje zpochybnit svou spolupráci s vrahy. Oba muži se rozhodnou společně hledat zlato a využít bohatství, které jim přináší, k založení falanstéry v Dallasu. Když bratři Sistersovi konečně najdou Warma, připojí se k jeho průzkumné operaci, místo aby ho zavraždili. Bohužel, chemická látka je extrémně toxická. Warm a jeho partner Morris umírají krátce poté, co byli vystaveni příliš vysoké dávce, zatímco Charlie Sisters přijde o ruku. Oba bratři, pronásledovaní dalšími zabijáky najatými Commodorem, ho plánují zlikvidovat. Ale když dorazí k němu domů, je už mrtvý. Bratři nyní mohou opustit dráhu zločinu a vrátit se do domu své matky v Oregon City.

## Obsazení
| John C. Reilly  | Eli Sisters              |
| Joaquin Phoenix | Charlie Sisters          |
| Jake Gyllenhaal | John Morris              |
| Riz Ahmed       | Hermann Kermit Warm      |
| Rutger Hauer    | Commodore                |
| Rebecca Root    | Mayfield                 |
| Carol Kaneová   | paní Sisters             |
| Ian Reddington  | otec bratrů Sistersových |
| Richard Brake   | Rex                      |
| Hugo Dillon     | doktor Crane             |
| Allison Tolman  | dcera Mayfield           |

## Ocenění
- Filmový festival v Benátkách: Stříbrný lev za nejlepší režii
- Lumières: nejlepší film, nejlepší režie (Jacques Audiard), nejlepší kamera (Benoît Debie)
- César: nejlepší režie (Jacques Audiard), nejlepší kamera (Benoît Debie), nejlepší výprava (Michel Barthélémy), nejlepší zvuk (Brigitte Taillandier, Valérie de Loof a Cyril Holtz); nominace v kategoriích nejlepší film, nejlepší adaptace (Jacques Audiard a Thomas Bidegain), nejlepší kostýmy (Milena Canonero), nejlepší střih (Juliette Welfling), nejlepší filmová hudba (Alexandre Desplat)